# Parea
Parea es una comuna asociada de la comuna francesa de Huahine  que está situada en la subdivisión de Islas de Sotavento, de la colectividad de ultramar de Polinesia Francesa.

## Composición
La comuna asociada de Parea comprende una fracción de la isla de Huahine y el motu más próximo a dicha fracción:
| Comuna asociada de Parea                     |                  |                  |                    |
| Fracción de la isla de Huahine (Huahine Nui) | Población (2012) | Superficie (km²) | Densidad (hab/km²) |
| Parea                                        | 517              | -                | -                  |
| Islote                                       | Población (2012) | Superficie (km²) | Densidad (hab/km²) |
| Araara                                       | -                | -                | -                  |

## Demografía
| Gráfica de evolución demográfica de Parea entre 1977 y 2012 |
|                                                             |

Fuente: Insee